# Elmer Williams
Elmer „Tone“ Williams (* 1905 in Red Bank (New Jersey); † Juni 1962 ebenda) war ein US-amerikanischer Jazzmusiker (Tenorsaxophon, Klarinette), der vor allem in der Swingära der 1920er- bis 1940er-Jahre aktiv war.

## Leben und Wirken
Williams spielte ab den späten 1920er-Jahren in verschiedenen Swing-Orchestern und Ensembles; so arbeitete er 1926–1927 mit Claude Hopkins zusammen, bevor er zu Chick Webb kam. 1927 entstanden erste Aufnahmen mit dessen Harlem Stompers bzw. 1929 mit The Jungle Band („Dig Bottom“ mit Ward Pinkett). Bis 1935 arbeitete er hin und wieder mit Webb zusammen und nahm mehrere Male mit dessen Orchester auf, darunter 1934 mit einem Solopart bei „Stompin’ at the Savoy“. Williams spielte 1931 auch kurz bei McKinney’s Cotton Pickers und 1932–1933 in einer der frühen Bigbands von Louis Armstrong. Des Weiteren nahm er mit den Georgia Washboard Stompers (u. a. mit Taft Jordan, Clarence Profit, Jake Fenderson, Eddie Foster), Ethel Waters und mit Taft Jordan and the Mob auf.
1936–1939 gehörte Williams mit dreimonatiger Unterbrechung dem Orchester von Fletcher Henderson an und bildete mit Buster Bailey, Scoops Carey (ab 1937 mit Jerry Blake und Hilton Jefferson) und Chu Berry die Holzbläsergruppe. Von Juni 1939 bis September 1940 gehörte er zur Band von Horace Henderson. 1941/42 arbeitete er mit Ella Fitzgerald („I Can’t Believe That You’re in Love with Me“), 1944–1946 bei Lucky Millinder und noch einmal mit Claude Hopkins im Jahr 1946. In der Band des Trompeters Howard Callender begleitete er 1946 die Sängerin Lil Green. 1947 spielte Williams mit der Big Band des Trompeters King Kolax, zu der auch der junge John Coltrane am Altsaxophon gehörte. Im Bereich des Jazz war er laut Tom Lord zwischen 1927 und 1950 an 47 Aufnahmesessions beteiligt, zuletzt mit dem Rhythm-&-Blues-Musiker Ivory Joe Hunter. 1950 tourte er mit Herbert „Kat“ Cowens. In den späten 1950er Jahren spielte er in Mailand mit dem Saxophonisten Freddy Mitchell. Im Laufe seiner Karriere arbeitete Williams auch mit Musikern wie Roy Eldridge und Benny Carter zusammen. Williams litt spät in seinem Leben an den Folgen von Diabetes; seine Beine wurden schließlich amputiert, doch Williams trat weiterhin im Rollstuhl auf.

## Lexikalischer Eintrag
- Howard Rye, Barry Kernfeld: Williams, Elmer (A.) [Tone] in: Barry Kernfeld (Hrsg.): New Grove Dictionary of Jazz 2002 (Oxford Music Online)